# 城市焦點
城市焦点（City Point）是位于纽约市布鲁克林市中心的一座多功能多建筑住宅和商业综合体。 按平方英尺计算，该综合体是该市最大的综合用途开发项目。 城市焦点3号楼目前是布鲁克林第二高的建筑，也是长岛第二高的建筑。 
城市焦点得到纽约市经济发展公司的支持，作为零售和住房可持续混合用途开发项目。 该项目由 Albee Development LLC 开发，由COOKFOX Architects设计，同时旨在获得LEED-silver认证。 预计将创造至少 328 个建筑工作岗位和 108 个永久性工作岗位。 
该综合体建于由纽约地铁的迪卡尔布大道站的西北入口处，有B、Q和R线经过。它位于长岛大学布鲁克林校区的弗拉特布什大道延伸段对面，以及布魯克林大廈的所在地佛里特街（Fleet St）对面。 城市焦点位于阿尔比广场购物中心（Albee Square Mall）的旧址上， 其南部入口是富尔顿街购物中心（Fulton Street Mall），靠近历史悠久的纽约一角储蓄银行（Dime Savings Bank of New York）。